# Sveriges skolledarförbund
Sveriges skolledarförund var ett fackförbund inom Saco som organiserade ledare inom skol- och utbildningsväsendet, både det offentliga och det privata. Den 1 januari 2023 gick Sveriges Skolledarförbund samman med Lärarförbundet Skolledare och bildade Sveriges Skolledare. 
Sveriges Skolledarförbund grundades 1966 genom en sammanslagning av:
- Sveriges Skolledarförbund (anslutet till TCO fram till 21 oktober 1965 och från 22 oktober 1965 till Saco).
- Sveriges Skoldirektörsförening (Saco)
- Föreningen GCI.
- Yrkesskolerektorernas Förening (ingick i Svenska Facklärarförbundet, TCO)
- Rektorernas Riksförening (ingick i Lärarnas Riksförbund, Saco)
- Högre Tekniska Läroverkens Rektorsförening (ingick i Tekniska Läroverkens Lärarförbund, TLL, Saco)